# Peter Primus Frosch

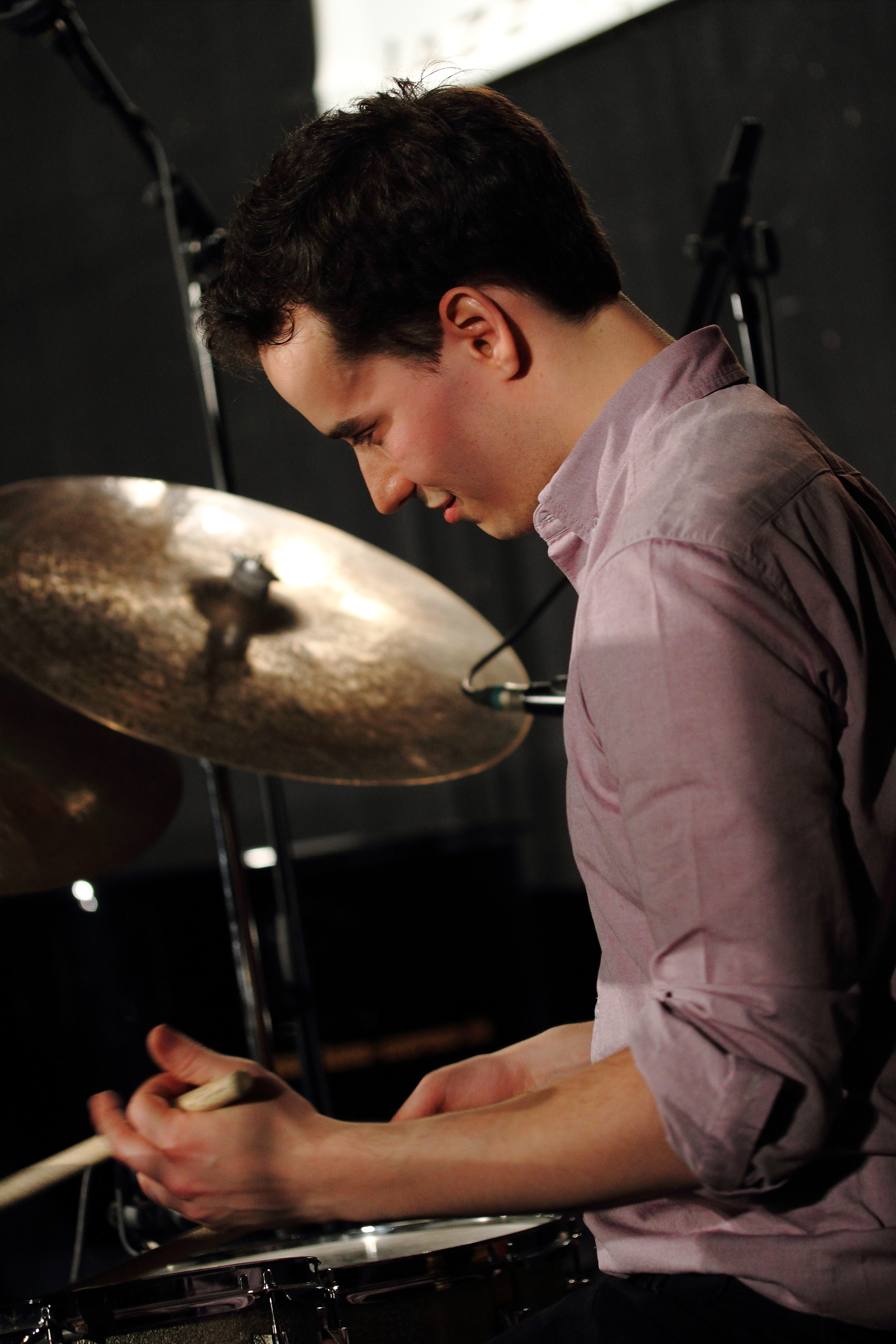
Peter Primus Frosch (2016)

Peter Primus Frosch (* 11. Dezember 1990 in Waidhofen an der Thaya) ist ein österreichischer Jazzmusiker (Schlagzeug, Komposition).

## Leben und Wirken
Frosch, dessen Vater als Bassist tätig ist, begann bereits mit fünf Jahren, Schlagzeug zu spielen. Von 1998 bis 2009 erhielt er Unterricht in der Musikschule Heidenreichstein. In mehreren Bandwettbewerben war er erfolgreich mit der Band Spare Parts. Seit 2008 spielte er in der Band Bluespumpm. Von 2010 bis 2014 studierte er Jazzschlagzeug an der Konservatorium Wien Privatuniversität bei Mario Gonzi und Fredvard Mühlhofer. Seit 2012 nahm er mehrfach an der Generations-Masterclass in Frauenfeld teil. Zwischen 2014 und 2016 absolvierte er sein Masterstudium am Koninklijk Conservatorium Den Haag bei Eric Ineke.
Frosch leitete sein eigenes Quartett. Mit dem kollaborativen Quartett Phraim, zu dem 2023 die Sängerin Nina Reiter, die Keyboarderin Viola Hammer und Bassist Marc Mezgolits gehörten, legte er bei QFTF drei Alben vor. Weiterhin spielt er im Sextett Soulville, das der Musik von Horace Silver verpflichtet ist. Er ist auch auf Alben mit der Generations Unit 2014 und 2016, mit Clemens Salesny/Harry Pepl, mit Stephan Plecher und mit Nina Reiter zu hören. Weiterhin arbeitete er mit Thomas Gansch, Ralph Moore, Bob Mintzer, Ted Chubb, Bruce Williams, Bert Joris, Sarah Hanahan, Roman Schwaller und Klaus Gesing.
Frosch wohnt in Luzern. Er unterrichtet zudem an den Musikschulen Luzerner Hinterland und Strengelbach.

## Preise und Auszeichnungen
Frosch erhielt beim Fidelio Wettbewerb 2012 den Publikumspreis mit „Electric Echo-In and Out of Order“. Mit dem Lukas Oravec Quartet siegte er bei „New Faces of Slovak Jazz mit“.